# 奇恰戈夫島
57°52′25″N 135°46′35″W / 57.87361°N 135.77639°W
奇恰戈夫島（英語：Chichagof Island，又稱）是美國阿拉斯加州的島嶼，位于57° 52′ 25″ N, 135° 46′ 35″ W，屬於亞歷山大群島的一部分，長121公里、寬80公里，面積5,305平方公里，是美國第五大島嶼，最高點海拔高度1,161米，2000年人口1,342，人口主要集中于北部。该岛北部属于胡納-安貢人口普查區，南部则属于锡特卡管辖。主要产业为林业及狩猎旅行的导游业。
该岛的名字来自俄罗斯探险家瓦西里·奇恰戈夫。